# Gert Buchheit
Gert Buchheit, né le 2 juin 1900 à Sarreguemines et mort le 31 mai 1978 à Landstuhl, est un historien et germaniste allemand. 

## Biographie
Fils de l'avocat Ludwig Buchheit, il étudie l'histoire, la culture allemande, la philosophie et l'histoire de l'art aux universités de Heidelberg, Bonn, Erlangen et Munich et fait son doctorat avec Oskar Walzel.
Après ses études, il devient enseignant à Munich et à Pirmasens, puis historien de l'art. Pendant la Seconde Guerre mondiale, il est officier en France.
Une grande partie de ses recherches traite du Troisième Reich dont il devient un des spécialistes. 
En 1970, il reçoit la Croix fédérale du mérite de première classe pour l'ensemble de son œuvre.  
En français, son ouvrage le plus connu est Hitler, chef de guerre (Arthaud, 1961).

## Publications
- Das Papsttum, 1930.
- Rainer Maria Rilke. Stimmen der Freunde, ein Gedächtnisbuch, 1931.
- Rom im Wandel der Jahrhunderte, 1931.
- Franz von Papen. Eine politische Biographie, 1933.
- Im Schatten Bismarcks: Brüning, Papen, Schleicher, 1933.
- Kämpfer für das Reich, 1934.
- Das Reichsehrenmal Tannenberg. Seine Entstehung, seine endgültige Gestaltung und seine Einzelkunstwerke. Mit 59 Abbildungen und Skizzen, 1936.
- Mussolini und das neue Italien, 1938.
- Bismarck: Führer und Mensch, 1941.
- Vernichtungs- oder Ermattungsstrategie? Vom strategischen Charakter der Kriege, 1942.
- Bismarck, 1943.
- Rainer Maria Rilke, 1947.
- Hitler der Feldherr. Die Zerstörung einer Legende, 1958.
- Der Führer ins Nichts. Eine Diagnose Adolf Hitlers, 1960.
- Soldatentum und Rebellion: Die Tragödie der deutschen Wehrmacht, 1961.
- Ludwig Beck. Ein preussischer General, 1964.
- Der deutsche Geheimdienst: Geschichte der militärischen Abwehr, List, München 1966.
- Richter in roter Robe; Freisler, Präsident des Volksgerichtshofes, List, München 1968.
- Die anonyme Macht. Aufgaben, Methoden, Erfahrungen der Geheimdienste, Frankfurt am Main 1969,
- Im Würgegriff der Politik. Vom Geheimkampf der Geheimdienste, Landshut 1974.
- Spionage in zwei Weltkriegen: Schachspiel mit Menschen, Landshut 1975.